# Barckens udde

Barckens udde är en kort landtunga i tätorten Ekenäs, Raseborgs stad, Finland. Udden omges på respektive sidor av Södra viken och Stadsfjärden.  

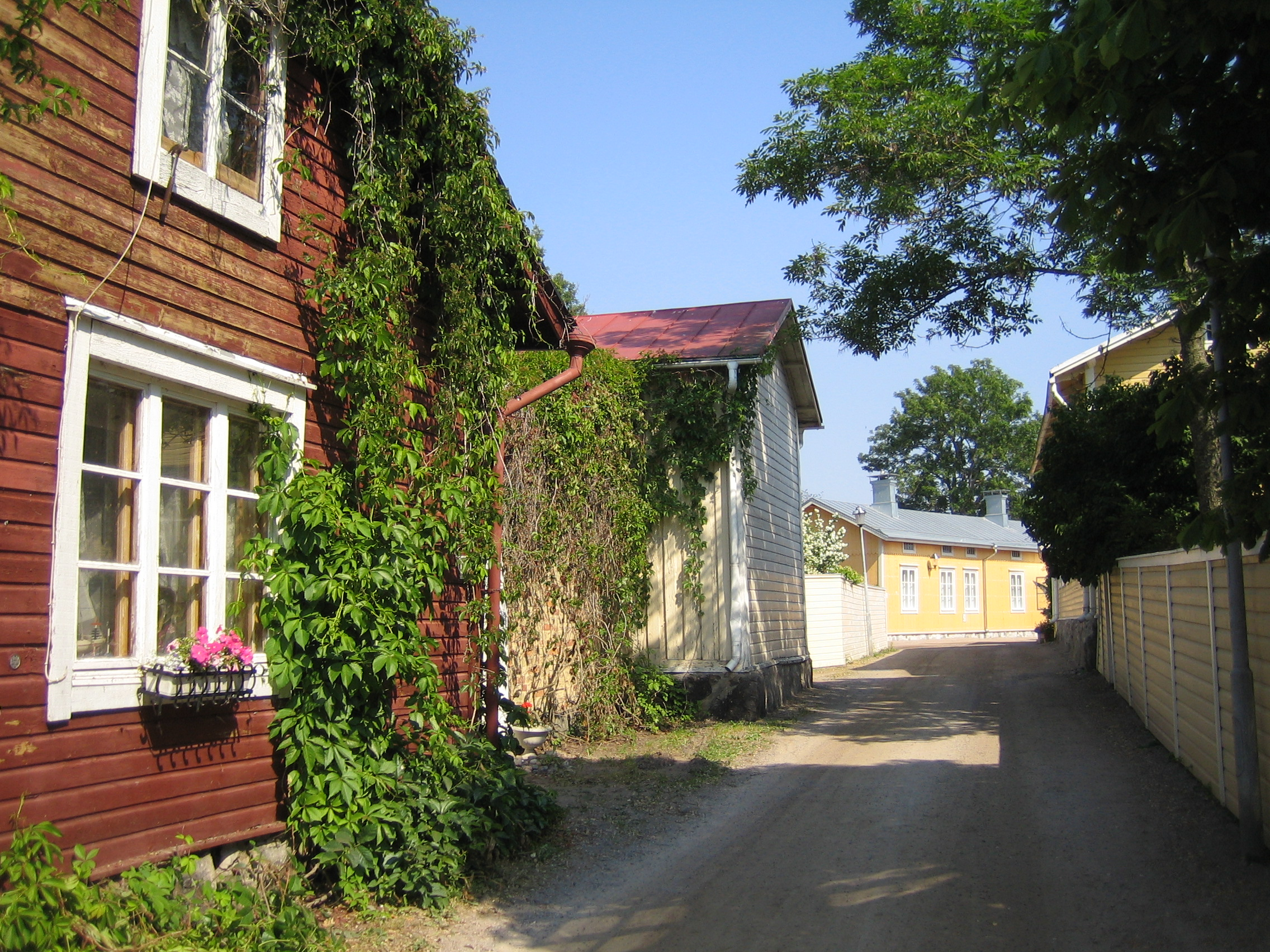
En gata på Barckens udde

Barckens udde uppvisar en rätt enhetlig trähusbebyggelse huvudsakligen från slutet av 1700-talet och början av 1800-talet, med plankomgärdade gårdar. En del av gårdarna närmast stranden har så kallade "sjöportar", vettande mot stranden, där båtar kunde tas in. Den äldsta bebyggelsen ligger vid Linvävaregatan. Stadsstrukturen härstammar från 1550-talet. 
Området närmast kyrkan drabbades av branden 1821 och har delvis nyare bebyggelse.  Många av gatunamnen på Barckens udde har uppkallats efter de hantverkare som en gång i tiden har bott och verkat i något av husen: Garvare-, Handskmakare-, Hattmakare-,  Kammakare-,   Linvävare-, Målare-,  Sjöformans- och Snickaregatan. Barckens udde hyser i dag ett antal minnesmärken över kända Ekenäsbor.
Barckens udde är fredat enligt byggnadsskyddslagen (60/85). Skyddet övervakas av finländska Miljöcentralen och Museiverket tillsammans med de kommunala myndigheterna.